# Rusia en los Juegos Olímpicos de Salt Lake City 2002
Rusia estuvo representada en los Juegos Olímpicos de Salt Lake City 2002 por un total de 151 deportistas que compitieron en 15 deportes.  
El portador de la bandera en la ceremonia de apertura fue el esquiador de fondo Alexei Prokurorov.

## Medallistas
El equipo olímpico ruso obtuvo las siguientes medallas:
| Nombre                                                          | Deporte            | Competición         |
| --------------------------------------------------------------- | ------------------ | ------------------- |
| Oro                                                             |                    |                     |
| Olga Pyliova                                                    | Biatlón            | 10 km persecución F |
| Mijail Ivanov                                                   | Esquí de fondo     | 50 km M             |
| Yuliya Chepalova                                                | Esquí de fondo     | Velocidad ind. F    |
| Alexei Yagudin                                                  | Patinaje artístico | Individual M        |
| Yelena Berezhnaya Anton Sijarulidze                             | Patinaje artístico | Parejas             |
| Plata                                                           |                    |                     |
| Yuliya Chepalova                                                | Esquí de fondo     | 10 km F             |
| Yevgueni Pliushchenko                                           | Patinaje artístico | Individual M        |
| Irina Slutskaya                                                 | Patinaje artístico | Individual F        |
| Irina Lobachova Ilia Averbuj                                    | Patinaje artístico | Danza sobre hielo   |
| Bronce                                                          |                    |                     |
| Viktor Maigurov                                                 | Biatlón            | 20 km M             |
| Albina Ajatova Svetlana Ishmuratova Galina Kukleva Olga Pyliova | Biatlón            | 4 × 7,5 km F        |
| Yuliya Chepalova                                                | Esquí de fondo     | 15 km F             |
| Equipo                                                          | Hockey sobre hielo | Torneo M            |